# Departamento de Policía de Dallas
El Departamento de Policía de Dallas (DPD, por sus siglas en inglés) es la fuerza policial de la ciudad Dallas, Texas (Estados Unidos). Fue creado en 1881. 

## Organización
El departamento está encabezado por un jefe de policía designado por el administrador de la ciudad quien, a su vez, es contratado por el Ayuntamiento de Dallas . El administrador de la ciudad no es un funcionario electo.
La responsabilidad principal de las llamadas al servicio de policía son siete divisiones de operaciones basadas en subdivisiones geográficas de la ciudad. Cada división de operaciones está comandada por un subjefe de policía. Las divisiones se denominan Central, Noreste, Sureste, Centro Sur, Suroeste, Noroeste y Centro Norte y operan desde instalaciones que se denominan subestaciones. El área geográfica de cada división de operaciones se subdivide en sectores que se componen de ritmos, cada uno de los cuales normalmente está patrullado por un oficial uniformado o por oficiales en un coche patrulla marcado . Las llamadas de servicio se reciben principalmente a través del 9-1-1 de la ciudad, sistema que es respondido por un centro de comunicaciones de emergencia operado por la ciudad. Cada subestación también tiene una unidad de investigación con detectives a quienes se les asignan los casos de robo y hurto que se cometen dentro del área cubierta por su división.
Otros delitos son investigados por unidades de investigación especializadas que incluyen el Escuadrón de Abuso Infantil, el Escuadrón de Violencia Familiar, la División de Narcóticos, las Unidades de Robo, Asalto y Homicidio CAPERS [Crímenes contra Personas], el Escuadrón de Falsificación y un Equipo de Delitos Informáticos.

## Estructura jerárquica
| Rank                     | Insignia |
| ------------------------ | -------- |
| Jefe de policía          |          |
| Jefe asistente ejecutivo |          |
| Asistente de jefe        |          |
| Jefe adjunto             |          |
| Mayor                    |          |
| Capitán                  |          |
| Teniente                 |          |
| Sargento                 |          |
| Cabo mayor               |          |
| Oficial                  |          |

## Demografía
| Sexo    | 2016 |
| ------- | ---- |
| Hombres | 81%  |
| Mujeres | 19%  |

| Raza/Etnia                     | 2016 |
| ------------------------------ | ---- |
| Blancos                        | 50%  |
| Afroamericanos                 | 26%  |
| Hispanos                       | 21%  |
| Otros                          | 0%   |
| Asiáticos/isleños del Pacífico | 2%   |
| Nativos americanos             | 1%   |